# Deklaracija o zajedničkom jeziku
Deklaracija o zajedničkom jeziku je dokument izdan 2017. godine od strane intelektualaca i nevladinih udruga s područja Hrvatske, Bosne i Hercegovine, Crne Gore i Srbije koji su surađivali u sklopu projekta "Jezik i nacionalizam" koji se održavao tijekom 2016. i 2017. godine u državama bivše Jugoslavije .  Deklaracija navodi da Bošnjaci, Hrvati, Crnogorci i Srbi imaju zajednički jezik policentričnog tipa kakvi su primjerice njemački, engleski, arapski, francuski, španjolski i portugalski. Prije bilokakve javne prezentacije, deklaraciju je potpisalo preko 200 poznatih pisaca, znanstvenika, novinara, aktivista i ostalih javnih osoba iz četiriju zemalja . Nakon objave, deklaraciju je također potpisalo i preko 10.000 ljudi iz cijele regije.  Nakon objave u Hrvatskoj našla i na osudu od strane konzervativnih i politički desno orijentiranih pojedinaca iz jezikoslovne struke, političara desnice poput tadašnje predsjednice RH Kolinde Grabar-Kitarović i predsjednika Vlade RH Andreja Plenkovića, te bivšeg ministra Zlatka Hasanbegovića, i tadašnje ministrice Nine Obuljen Koržinek, kao i tadašnjeg predsjednika HAZU Zvonka Kusića  te pojedinih urednika i medija. 
Cilj deklaracije je suprostavljanje nacionalističkim grupacijama, te poticanje rasprave o jeziku bez okova nacionalizma i doprinijeti procesu pomirenja između naroda bivše Jugoslavije.

## Pozadina

### Međunarodni projekt »Jezici i nacionalizmi«
Deklaracija je potekla iz međunarodnog projekta Jezici i nacionalizmi unutar kojeg su se održavale konferencije u četiri zemlje kroz 2016. godinu koje su dale uvid u trenutno stanje i izazove. Projekt je bio inspiriran hit-knjigom Jezici i nacionalizmi autorice i hrvatske lingvistice Snježane Kordić  te su ga organizirale četiri nevladine udruge iz svake zemlje koja je bila uključena: Udruga Kurs iz Splita, Udruženje Krokodil iz Beograda, Centar za građansko obrazovanje iz Podgorice te PEN Centar BIH iz Sarajeva. Interdisciplinarni niz stručnih konferencija održan je u Podgorici, Splitu, Beogradu i Sarajevu uz sudjelovanje lingvista, novinara, antropologa i drugih. U njih su bile uključene i brojne publike. Naslovi rasprava na konferencijama su bili sljedeći:
| Sastanci projekta "Jezici i nacionalizmi" | Sastanci projekta "Jezici i nacionalizmi"             | Sastanci projekta "Jezici i nacionalizmi" |
| Mjesto                                    | Tema rasprave                                         | Nadnevak                                  |
| ----------------------------------------- | ----------------------------------------------------- | ----------------------------------------- |
| Podgorica                                 | Govori li svaki narod u Crnoj Gori drugim jezikom?    | 21. travnja 2016.                         |
| Podgorica                                 | Kakav je smisao povećavanja jezičkih razlika?         | 22. travnja 2016.                         |
| Split                                     | Prijeti li anarhija ako ne propisujemo kako govoriti? | 19. svibnja 2016.                         |
| Split                                     | Što ako Hrvati i Srbi imaju zajednički jezik?         | 20. svibnja 2016.                         |
| Beograd                                   | Ko kome krade jezik?                                  | 5. listopada 2016.                        |
| Beograd                                   | Ideologija ispravnog jezika                           | 6. listopada 2016.                        |
| Sarajevo                                  | Političke manipulacije temom jezika                   | 23. studenoga 2016.                       |
| Sarajevo                                  | Lektori kao utjerivači nacionalnosti                  | 24. studenoga 2016.                       |

### Izrada
U izradi nacrta Deklaracije sudjelovalo je više od 30 stručnjaka, od čega su polovica bili jezikoslovci raznih nacionalnosti iz četiri države, te je proces pisanja trajao preko četiri mjeseca. Inicijativa je nastala nakon posljednje konferencije Jezika i nacionalizama koja se održala u Sarajevu, gdje su mladi ljudi iz Bosne i Hercegovine progovorili o iskustvima iz etničke segregacije koja se odvija u obrazovnom sustavu BiH pod nazivom "Dvije škole pod jednim krovom".  Potaknuti tim iskustvom, osmislili su ideju o stvaranju teksta koji bi potaknuo promjenu jezične politike u sve četiri zemlje. Nazvali su tekst Deklaracija o zajedničkom jeziku i predali profesionalnim jezikoslovcima na pregled. Kao nastavak na projekt Jezici i nacionalizmi, grupacija stručnjaka raznih nacionalnosti iz svih četiri zemalja se oformila kako bi radila na konačnoj inačici Deklaracije 16. i 17. siječnja u Zagrebu.  Zbog toga se nekada koristi i naziv Zagrebačka deklaracija. Nakon sastanka, tekst je poslan 20 savjetnika, čiji prijedlozi su zatim prihvaćeni i ugrađeni u konačnu verziju teksta.

## Sadržaj
Deklaracija tvrdi da Bošnjaci, Hrvati, Crnogorci i Srbi imaju zajednički standardni jezik policentričnog tipa. Ističe činjenicu da se sva četiri naroda mogu međusobno sporazumijeti bez korištenja prevoditelja zahvaljujući međusobnoj razumljivosti jezika, što je jedan od ključnih faktora u raspravama oko jezika. Također ističe da je trenutna jezična politika isticanja razlika dovela do raznih negativnih utjecaja u svakodnevnici,  te da se lingvističko izražavanje nasrće kao kriterij etničke pripadnosti i održavanje političke odanosti. Deklaracija navodi da jezik i narod ne moraju biti u potpunosti povezani te da svaka država ili nacija može samostalno kodificirati vlastitu varijantu zajedničkog jezika, pri čemu sve četiri standardne varijante imaju jednaki status. Deklaracija poziva na ukidanje svih oblika lingvističke segregacije i diskriminacije u obrazovnim i javnim institucijama. Također se zalaže za slobodu individualnog izbora i poštivanje jezične raznolikosti.
|  | Wikizvor ima izvorni tekst Deklaracija o zajedničkom jeziku |

## Potpisnici
Deklaracija je najavljivana prije nego što je objavljen njen tekst, najavljivalo ju se kao projekt 30-ak jezikoslovaca s područja bivše Jugoslavije, i inicijalno više od 200 potpisnika »lingvista, književnika, naučnika, aktivista i drugih kredibilnih ličnosti iz javnog i kulturnog života Bosne i Hercegovine, Crne Gore, Hrvatske i Srbije«.

## Kritike
Jezikoslovnu kritiku deklaracije napisao je Ranko Matasović:
- “Ukidanje svih oblika jezične segregacije i jezične diskriminacije u obrazovnim i javnim ustanovama.” / To proturječi pravu pripadnika raznih naroda u višenacionalnim državama da dobiju obrazovanje kakvo žele na vlastitom standardnom jeziku. Ne znači da svi pripadnici manjinskih naroda moraju htjeti iskoristiti to pravo u svim sredinama, ali pravo im se ne može osporiti (definirano je Ustavom).
- “Zaustavljanje represivnih, nepotrebnih i po govornike štetnih praksi razdvajanja jezika.” / U čemu se sastoji represija i zašto je razdvajanje štetno (i za koga)?
- “Prestanak rigidnog definiranja standardnih varijanti.” / Ne postoji „rigidno“ definiranje ni u jednoj znanosti, pa ni u lingvistici; standardni je jezik određen normom, popisom i propisom riječi i gramatičkih pravila koja se smatraju standardnima. Komu se to ne sviđa, ima pravo ne govoriti standardnim jezikom i time pokazivati svoju jezičnu nekulturu i/ili politički stav.
- “Izbjegavanje nepotrebnih, besmislenih i skupih „prevođenja“ u sudskoj i administrativnoj praksi kao i sredstvima javnog informiranja.” / Po Ustavu Republike Hrvatske građani imaju pravo dobiti od države službene dokumente na hrvatskome standardnom jeziku. Ne očekujete valjda da će zbog Deklaracije Republika Hrvatska mijenjati ustav?

## Vanjske poveznice
- Jezici i nacionalizmi | Deklaracija i lista potpisnika. Inačica izvorne stranice arhivirana 2. travnja 2017. Pristupljeno 30. lipnja 2019.